# Narodowa Konwencja Baptystyczna Ameryki
Narodowa Konwencja Baptystyczna Ameryki (ang. National Baptist Convention of America) – trzeci co do wielkości związek baptystyczny i szósty protestancki w Stanach Zjednoczonych. Założony w 1915 roku przez Afroamerykanów, obecnie liczy 3,5 miliona wiernych w 6717 zborach.